# Tàu thông báo

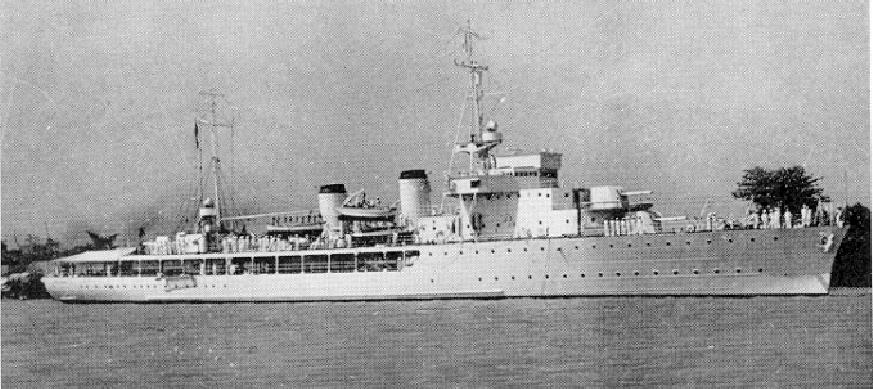
Một tàu thông báo thời thuộc địa lớp Bougainville của Pháp

Tàu thông báo hay thông báo hạm (tiếng Tây Ban Nha và Bồ Đào Nha là Aviso) là một loại tàu phục vụ trong hải quân Pháp và hải quân Bồ Đào Nha, tương đương với xà lúp hiện đại. Loại tàu này thường có trọng tải thấp và có khả năng di chuyển nhanh nhằm đảm trách nhiệm vụ giao liên. Trong cuốn Từ điển Hàng hải Pháp 1788 – 1792 (Dictionnaire de la Marine Française 1788 – 1792), tác giả Nicolas-Charles Romme đã định nghĩa tàu thông báo là một "loại tàu nhỏ được thiết kế để chuyển lệnh hoặc chuyển thông báo". Từ aviso trong tiếng Pháp xuất phát từ cách nói gọn của cụm từ barca de aviso trong tiếng Tây Ban Nha. Ngày nay người ta không còn dùng khái niệm này nữa.

## Lịch sử
Khi kỉ nguyên tàu buồm chấm dứt và sóng vô tuyến chưa được được sử dụng rộng rãi để truyền tin, khái niệm tàu thông báo được dùng để mô tả một chiếc tàu có tốc độ nhanh với kích cỡ vừa phải (cỡ tàu phóng lôi) dùng trong hoạt động thông tin liên lạc giữa các liên đội tàu với nhau. Hải quân Pháp từng có một số lớp tàu thông báo khác nhau: ba mươi chiếc lớp Arras vào cuối Chiến tranh thế giới thứ nhất, chín chiếc thông báo hạm thuộc địa lớp Bougainville trong thời kì 1932-1958, mười ba chiếc dò mìn lớp Élan trong thời kì 1938-1963, sáu chiếc lớp Chamois (1938-1966), chín chiếc hộ tống lớp Commandant Rivière (1962-1996) và mười bảy chiếc loại A69-lớp d'Estienne d'Orves trong thời kì 1976-2012 khi chín chiếc đang hoạt động sẽ bị tái phân loại thành "tàu tuần tra ngoài khơi".
Về đặc điểm, các tàu thông báo của Pháp phục vụ trong Chiến tranh thế giới thứ nhất và Chiến tranh thế giới thứ hai có lượng giãn nước từ 300 đến 700 tấn, tốc độ từ 13 đến 20 hải lí/giờ, thường có các vũ khí chính là hai súng 100 li (milimét), hai súng 138 li hoặc bốn súng 100 li. Các loại tàu thông báo thời thuộc địa, ví dụ lớp Bougainville, thường có kích cỡ lớn hơn nhằm phục vụ ở các vùng hải ngoại.
Thời đế quốc Bồ Đào Nha, hải quân nước này cũng chế tạo tàu thông báo. Họ tạo ra các tàu thông báo hạng nhất thuộc lớp Afonso de Albuquerque với lượng giãn nước 2.400 tấn và các tàu hạng hai thuộc lớp Gonçalo Velho hoặc Pedro Nunes với lượng giãn nước 1.200-1.700 tấn.

## Ngày nay
Các tàu thông báo hiện đại đã được phát triển thêm khả năng tham chiến, nhỏ hơn tàu corvette nhưng lớn hơn tàu tuần tra. Chúng thường tham gia các trận chiến với vai trò chống tàu ngầm và phòng vệ bờ biển. NATO xem loại tàu này là các tàu corvette.